# Heidrun Sandbichler

Heidrun Sandbichler, Der Krieg, 2014, Foto: Claudio Abate.

Heidrun Sandbichler (* 8. September 1970 in Innsbruck) ist eine österreichische Künstlerin, Kuratorin und Autorin. Nach dem Studium der Kunstgeschichte an der Universität Innsbruck, wie verschiedenen Tätigkeiten an den dort angesiedelten Sammlungen des Institutes für Kunstgeschichte hat sie ihren Lebensmittelpunkt nach Rom verlegt. In bewusster Zurückgezogenheit widmet sie sich seither eigenem künstlerischen Schaffen. Über ihr Leben ist nichts Näheres bekannt.

## Werk

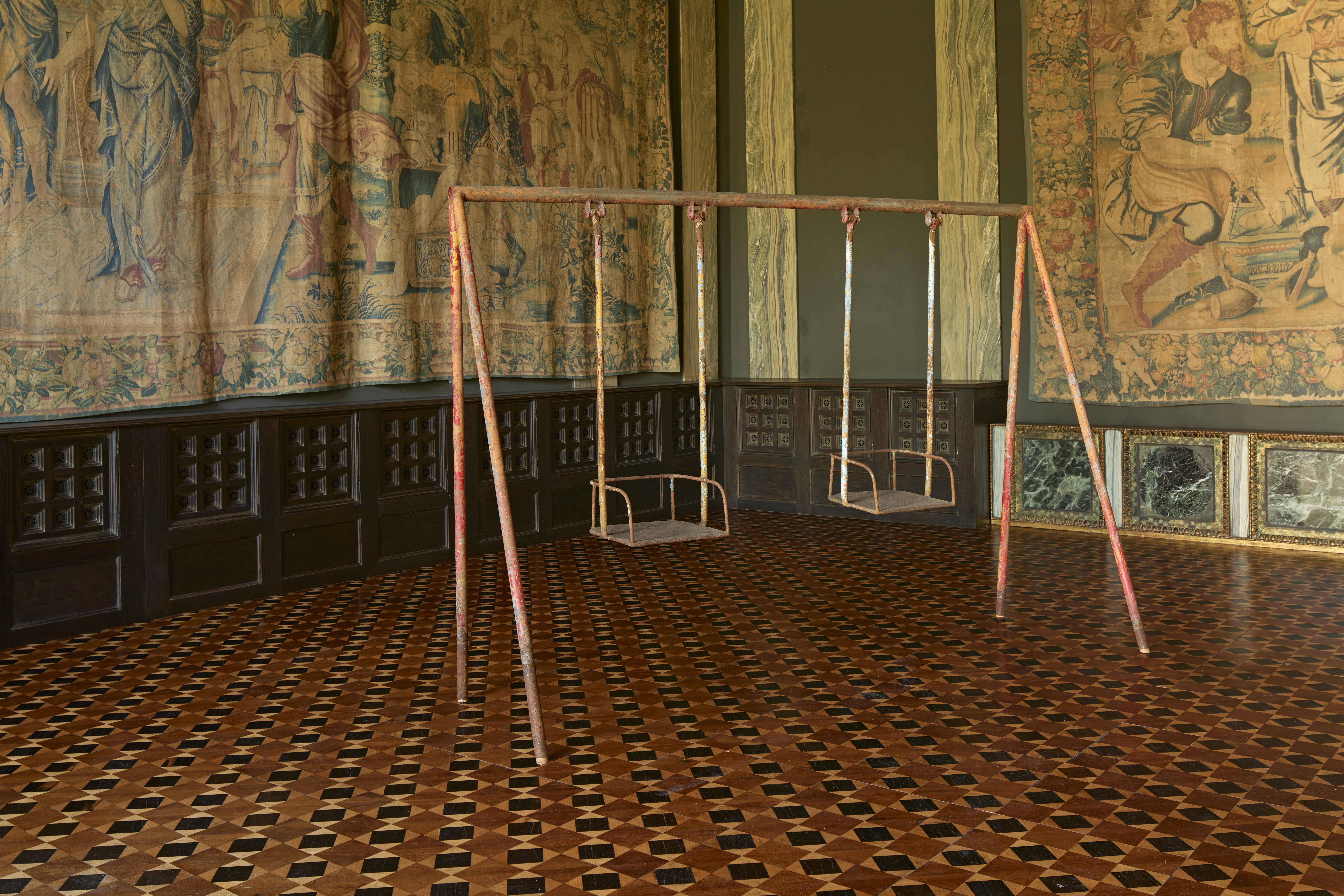
Ausstellungsansicht: „Heidrun Sandbichler. NACHTGESANG“ Museum Villa Stuck, München 2023. Foto: Miro Kuzmanovic

Das Werk von Heidrun Sandbichler ist konzeptuell angelegt. Die Umsetzung ihrer Themen und Ideen bewegt sich im Grenzbereich verschiedener Disziplinen und Medien. Meist leiten ausgedehnte Recherchen in Bibliotheken und Archiven den Schaffensprozess ein. Auch Formen archäologischer Spurensicherungen kann diese erste Phase begleiten. Bisweilen greift die Künstlerin auf ungewöhnliche Materialien, wie etwa Tinte zurück, analysiert ihre Rezeption in der Literatur, setzt bewusst die Semantik ihrer Verarbeitungs- und Nutzungsgeschichte ein – in diesem Fall die Kulturtechnik von Tintenherstellung, aber auch des Schreibens – und thematisiert spezifische materielle Qualitäten.  Das vielgestaltige, doch konzentrierte Œuvre umfasst Zeichnungen, Druckgraphik und Malerei, gelegentlich Architekturmodelle oder Skulpturen. Neben historischen Druckerzeugnissen und Fotografien verwendet sie auch vorgefundene Objekte und Materialien aus verschiedensten Lebenszusammenhängen in Natur und Kultur. Ein wesentliches Moment ihrer künstlerischen Praxis besteht in der Stiftung unerwarteter Assoziationsdispositive: Denn die sorgfältig ausgearbeiteten Dinge, Fundstücke, Bild-, Wort- und Tonträger werden zu komplexen, ortsspezifischen Installationen zusammengefügt. Wichtige Anregungen dazu gewann sie aus der Zusammenarbeit mit dem Fotografen Claudio Abate (1943–2017), einer zentralen Figur in der Arte-Povera-Bewegung. Ohne Einsatz von Sprache entstehen so poetisch aufgeladene Stimmungsräume von atmosphärischer Dichte, die sich konkreter Interpretation entziehen. Resonanzen aus verschiedensten Richtungen klingen an, überlagern sich und hinterlassen in ihrer uneinlösbaren Sinnbildhaftigkeit ambivalente Eindrücke, Träumen ähnlich.  Giulia Dallapiccola spricht von Orten der „Poesie, der Verzauberung und Metamorphose, des Wahns und einer irritierenden Schönheit.“

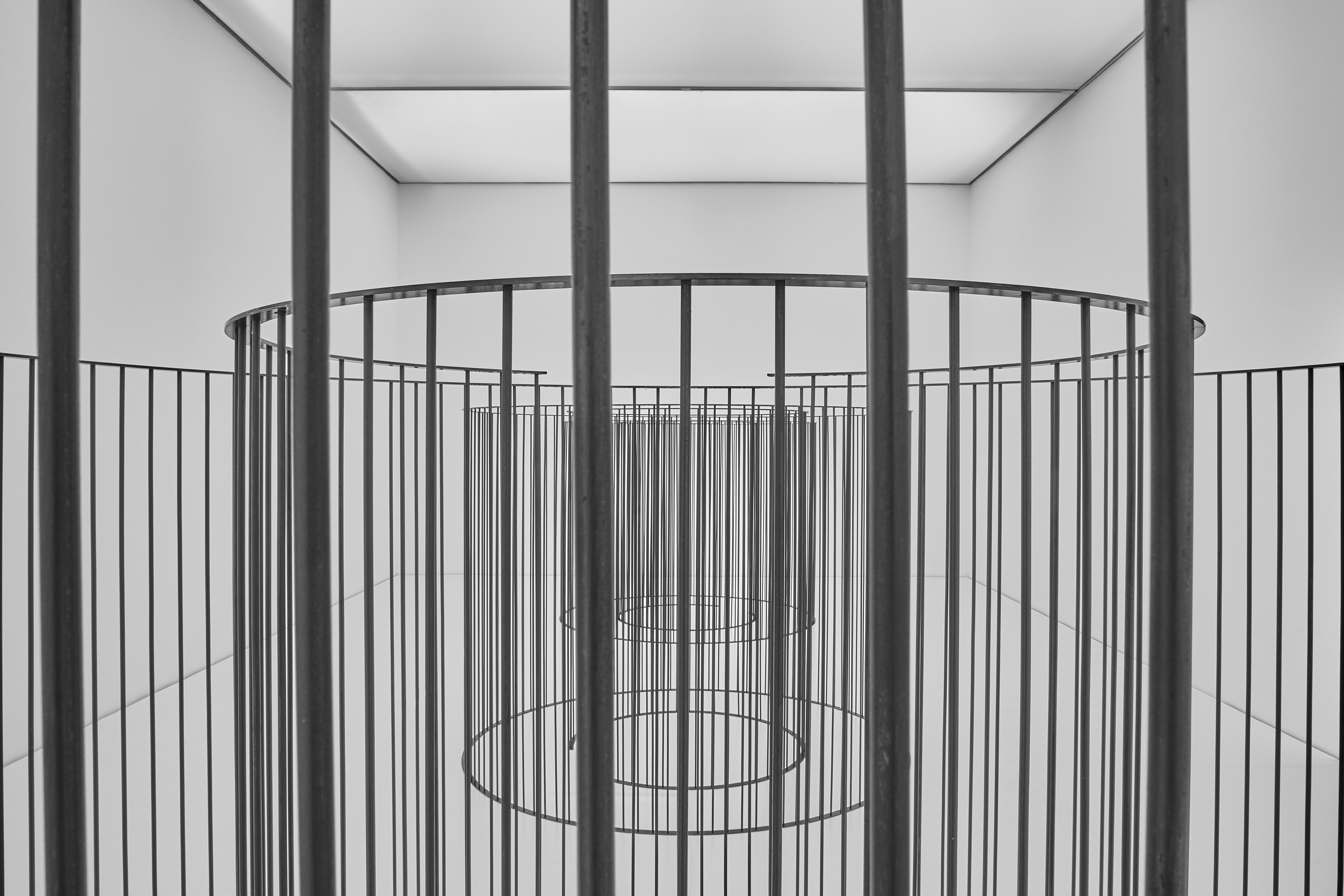
Heidrun Sandbichler, Eine Arbeit zur allgemeinen Theorie der Dressur, 2014. Die künstlerische Installation besteht aus drei konzentrisch angeordneten Zellen aus Eisenstäben. Foto: Miro Kuzmanovic

Das 2023 erschienene Werkverzeichnis datiert die ersten Werke der Künstlerin in das Jahr 2005. Bekannt wurde Heidrun Sandbichler jedoch bereits mit einer 2002 begonnenen mehrteiligen skulpturalen Arbeit „Gewölbe“, in der sie mit Abgüssen von Rindermägen experimentierte. Ein entscheidender Wechsel von einer mehr poetischen Auseinandersetzung mit Grundfragen menschlicher Existenz, Kultur und Religion zu einer stärker politisch orientierten, gesellschafts- und subjektkritischen Phase zeichnet sich um 2010 ab: Damals war Heidrun Sandbichler eingeladen, den Raum einer Zelle in einem barocken Jugendgefängnis in Rom zu gestalten. Die von einem Eklat begleitete Gruppenausstellung war groß angelegt. Ein international renommierter Kreis von Künstlerinnen und Künstlern nahm teil, darunter etwa Pipilotti Rist oder Eva Schlegel, sowie Jannis Kounellis, Matthew Barney, Giuseppe Penone, und Lois Weinberger. Die Schau trug den Titel "Cella. Strukturen der Ausgrenzung und Disziplinierung." Das kuratorische Konzept fußte auf Thesen Michel Foucault´s, die er insbesondere in seiner 1975 erschienenen Schrift Überwachen und Strafen geäußert hat. Heidrun Sandbichler verfertigte ein transportierbares Aluminiummodell, das die Negativform der ihr überlassenen Zelle wiedergab. In Spiegelschrift exzerpierte sie an den Wänden Auszüge aus dem Buch "De La Folie" von Louis-Florentin Calmeil über die Geschichte des Wahnsinns in unterschiedlichen Institutionen der Disziplinierung. Das so überzeugend zur Darstellung gebrachte Thema unverlierbarer Verinnerlichung von gesellschaftlichen Regimen, Überwachungsstrategien und Ausgrenzungsmechanismen, wie die Frage nach möglichen Bedingungen individueller Freiheit beschäftigt Heidrun Sandbichler auch weiterhin. In ihrer „Arbeit zur allgemeinen Theorie der Dressur“ griff sie diese Problemkreise 2014 erneut auf.
2023 widmete ihr die Villa Stuck eine viel beachtete umfassende Personale. Zugleich handelte es sich um ihre erste Einzelausstellung in Deutschland. Heidrun Sandbichler bezog nahezu alle Innen- und Außenräume des Münchner Hauses ein. Über ihre gezielt positionierten Exponate verwandelte sie das historische Ambiente in einen Kosmos sich aneinanderreihender, suggestiver Reflexionsräume zu aktuellen gesellschaftlichen Problematiken, wie Repression, Krieg, Migration und Vertreibung, aber auch Kunst als möglicher Hoffnungsstifterin. Das Arbeiten mit der Poetik von Dingen, die Spuren gelebten Lebens tragen, erinnert an Rebecca Horn.

## Ausstellungen in Auswahl

### Einzelausstellungen
- hiddenmuseum, Innsbruck (2003)
- zone periferiche, 1/9 unosunove arte contemporanea, Roma (2007)
- zona sud, Maierà (2008)
- Locus Solus. Museum der Rohner Privatstiftung, Lauterach/Bregenz (2011)
- Le epidemie intellettuali. Il fuoco. La morte / Die geistigen Epidemien. Das Feuer. Der Tod, Rom (2014)
- Eine Arbeit zur allgemeinen Theorie der Dressur, Bludenz (2018)
- Quellen und Verweise, Wörgl (2019)
- The New Colossus von Emma Lazarus, Innsbruck (2019)
- Nachtgesang, München (2023)

### Gruppenausstellungen
- Kraftwerk peripher, Imst, Austria (2003)
- Werkstatt, Ausstellungsraum Institut für Kunstgeschichte Universität Innsbruck (2005)
- „Opera Austria“ Brüchige Perspektiven. Kunst im Herzen Europas, Frammenti di prospettive. L’arte nel cuore dell’Europa, Centro per l’Arte Contemporanea Luigi Pecci, Prato 2006[18]
- Westösterreich im Dialog, Austria occidentale in dialogo, BNU, Torino (2007)
- Cella. Strukturen der Ausgrenzung und Disziplinierung, Complesso Monumentale di San Michele a Ripa Grande Roma 2010[19]
- Gegenwelten. Ausstellung im Kunsthistorischen Museum Schloss Ambras und der Universität Innsbruck, Innsbruck 2013
- Kafka 1924. Museum Villa Stuck, München 2023, 2024

## Veröffentlichungen und Herausgeberschaften
- Franz Wassermann mit ergänzendem Text von Heidrun Sandbichler: Die konkrete Abstraktion provoziert die Kunst = Concrete abstraction provokes art. Eigenverlag, Innsbruck 1997.
- Christoph Bertsch con la collaborazione di Silvia Höller e Heidrun Sandbichler, (Hrsg.): Collezione Tirolo : 99 posizioni d'arte contemporanea scelte dalla collezione appartenente all'Istituto di Storia dell'Arte dell'Università di Innsbruck ; [questo volume viene pubblicato in occasione della mostra "Collezione tirolo" inaugurata a Roma il 9 ottobre 1998 nel Complesso Monumentale del San Michele a Ripa Grande] (= Catalogo dell'Istituto di Storia dell'Arte dell'Università di Innsbruck. Nr. 11). Ed. Medicea, Firenze 1998, ISBN 88-900171-2-0.[1]
- Heidrun Sandbichler (Hrsg.): Lois Weinberger, Franz Wassermann – Austrieb der Schweine zur Eichelmast : [Vorplatz der Geisteswissenschaftlichen Fakultät ; publ. aus Anlaß der Ausstellung Lois Weinberger, Franz Wassermann – Austrieb der Schweine zur Eichelmast 20.09.1999 – 11.10.1999] = Letting the pigs out to forage on acorns. Institut. für Kunstgeschichte d. Univ. Innsbruck, Innsbruck 1999.
- Christoph Bertsch, Heidrun Sandbichler (Hrsg.): Giuseppe Penone, Martin Walde, Lois Weinberger : Costrizione: il lutto nel bello / [la mostra è stata organizzata dal Forum/Istituto Austriaco di cultura in Roma in collab. con l’Istituto di Storia dell’Arte dell’Università di Innsbruck]. Ed. Medicea, Firenze 2001, ISBN 88-900171-4-7.
- Heidrun Sandbichler: Heidrun Sandbichler. Land mit Haut und Gräten. Kunstbuch. Eigenverlag, Innsbruck 2010 (Digitalisat [PDF]).

## Preise und Auszeichnungen
- 2010 RLB Kunstpreis[20]
- 2016 Innsbruck International Special Recognition Award, Innsbrucker Kunst-Biennale „Innsbruck International“[21][22]
- 2020 Preis für zeitgenössische Kunst 2020[23]

## Sammlungen
- Artothek des Bundes: 2003 Ankauf eines mehrteiligen Werkes [ohne Titel]: Foto auf Aluminium kaschiert; 11 Objekte aus gebranntem Ton, Weihwasser, Pakete.[24]

- Sammlungen des Landes Tirol: 2018 Ankauf des 27-teiligen Mappenwerkes „Bibliographie de L’Anarchie“ (2011)[11]